# Stuer
Stuer ist eine Gemeinde im Südwesten des Landkreises Mecklenburgische Seenplatte in Mecklenburg-Vorpommern. Sie wird vom Amt Röbel-Müritz mit Sitz in der Stadt Röbel/Müritz verwaltet.

## Geografie
Die Gemeinde Stuer am Rande der Mecklenburgischen Seenplatte erstreckt sich von der Südspitze des Plauer Sees im Nordwesten über das Tal der Eisvögel bis in das Grundmoränengebiet im Südosten, das maximal 112 m ü. NN erreicht. Der Bereich um Bad Stuer am Plauer See ist bewaldet, die Gemarkung der Gemeinde grenzt im Westen an den Landkreis Ludwigslust-Parchim. Die Stadt Röbel/Müritz ist ca. 17 Kilometer, die Stadt Plau am See zehn Kilometer entfernt.
Umgeben wird Stuer von den Nachbargemeinden Zislow im Norden, Fünfseen im Nordosten, Altenhof im Südosten, Ganzlin im Südwesten und Westen sowie Plau am See im Nordwesten.
Zu Gemeinde Stuer gehören die Ortsteile Stuer, Bad Stuer, Neu Stuer und Stuer Vorwerk.

## Geschichte
Im Gemeindegebiet finden sich die Reste von mehreren prähistorischen Großsteingräbern. Stuer wurde erstmals bischöflich 1289 namentlich hinterlegt. Stuer war ab dem 14. Jahrhundert der Gerichtsort für das Umland von Röbel bis Malchow. Der heutige Plauer See – einer der großen mecklenburgischen Seen – hieß 1178 Lacus Sturichse (Sturer See). Stuer gehörte, mit kurzer Unterbrechung im 19. Jh., ca. 600 Jahre zum Besitz des Adelsgeschlechts Flotow. Die Burg Stuer als Stammsitz derer von Flotow wurde Mitte des 14. Jahrhunderts als Wasserburg erbaut. Nach einem Brand 1660 wurde die Burg aufgegeben. Das Adelsgeschlecht, mit mehreren Funktionen im Land Mecklenburg,  entwickelte aber den Besitz im Ort weiter und betreute das alte Lehngut bis zur Bodenreform 1945. Hartwig von Flotow-Stuer (1633–1713) war Gerichtsherr zu Malchow, Philipp von Flotow-Stuer (1739–1801) wurde Landrat, seine Nachfahre August von Flotow-Stuer (1811–1874) dagegen konzentrierte sich als Gutsherr auf seine acht Güter. Nach dem 1928 letztmals amtlich veröffentlichten Güter-Adressbuch für Mecklenburg bestand die Begüterung von Flotow-Stuer aus dem Gut Stuer mit 696 ha, dem Forsthof, der Vordermühle und dem oft verpachteten Bad Stuer Hof mit 23 ha, Stuer Vorwerk mit 489 ha sowie Stuersche Hintermühle mit 73 ha, Eigentümer damals Georg Jürgen von Flotow. Letzter Grundbesitzer war, anstatt des Politikers Andreas von Flotow sein jüngerer Bruder, der spätere Rechtsanwalt Jürgen Tiedecke von Flotow (1902–1976), späterer Mitbegründer des Deutschen Adelsarchivs. Seine in Plau geborene Tochter Christina von Flotow agiert bis heute als Herausgeberin und Geschäftsführerin des Verlages Deutsches Adelsblatt.
Der Ortsteil Bad Stuer mit einer vom Heilpraktiker („Wasserarzt“) Heinrich Friedrich Francke (Pseudonym: J. H. Rausse) betriebenen Wasserheilanstalt entstand 1845. Die Anstalt begann mit 18 Zimmern in einem bescheidenen Häuschen, aber schon bald ließ Herr von Flotow, der Eigentümer des Gutes Stuer, ein größeres Logierhaus errichten, in dem bis zu 120 Kurgäste Unterkunft fanden. Berühmtester Kurgast war Fritz Reuter, der zweimal hier weilte, um – wohl nur mit geringem Erfolg – seine Probleme mit dem übermäßigen Rotweingenuss in den Griff zu bekommen.
Wurden die Kurgäste zunächst nach den Prinzipien der Wasserheilkunst von Vincenz Prießnitz behandelt, folgten die Methoden der Heilbehandlung später den Ansichten von Sebastian Kneipp. Im Jahr 1862 übernahm Gustav Bardey die Leitung der unter seinem Vorgänger Caesar Wilhelm Stuhlmann ziemlich vernachlässigten Wasserheilanstalt und erwarb sie später von der Familie von Flotow. Im Herbst 1863 weilte Iacob Negruzzi zur Wasserkur in Stuer. Mit Bardeys großem persönlichen Engagement blühte der Kurbetrieb bedeutend auf. Von 1870 bis 1880 ließ der gelernte Gärtner die Umgebung mit Buchen und Eichen aufforsten und insgesamt 16 Kilometer Wanderwege anlegen. Die Stadt Plau ernannte ihn 1887 zum Ehrenbürger. Da die Leiter des Kurbetriebes fast alle keine Mediziner waren, übernahmen Plauer Ärzte wie Ludwig Dornblüth, Wilhelm Maas und Wilhelm Wilde die ärztliche Betreuung. Mit dem Ausbruch des Ersten Weltkrieges kam der Kurbetrieb allmählich zum Erliegen und endete schließlich völlig, als russische und französische Kriegsgefangene einquartiert wurden. 1923 wurde das Inventar versteigert und ein Teil der Gebäude abgerissen.
Stuer Vorwerk und Stuer Hintermühle wurden am 1. April 1921 eingemeindet, Neu Stuer am 1. Januar 1957. Stuer wird neben der Landwirtschaft zunehmend vom Tourismus geprägt, insbesondere am Plauer See.

## Politik

### Gemeindevertretung und Bürgermeister
Der Gemeinderat besteht (inkl. Bürgermeister) aus 7 Mitgliedern. Die Wahl zum Gemeinderat am 26. Mai 2019 hatte folgende Ergebnisse:
| Partei/Bewerber         | Prozent | Sitze |
| ----------------------- | ------- | ----- |
| Wählergruppe EFS        | 48,07   | 3     |
| Wählergruppe WLD        | 21,38   | 2     |
| Einzelbewerberin Harder | 14,26   | 1     |
| Einzelbewerbe Schütt    | 7,74    | 1     |

Bürgermeister der Gemeinde ist André Wenghöfer, er wurde mit 67,07 % der Stimmen gewählt.

### Wappen
| Wappen von Stuer | Blasonierung: „Durch eine eingebogene goldene Spitze, darin eine schwarze Kirche mit Helmdach und betagleuchteter Tür im Kirchenschiff, begleitet rechts von einem und links von zwei betagleuchteten Fenster, gespalten; vorn in Rot ein goldenes Schwert mit der Spitze nach unten, hinten in Blau ein goldener Äskulapstab über drei goldenen Wellenleisten.“ |
| Wappen von Stuer | Das Wappen wurde von dem Dresdener Dirk Müller gestaltet. Es wurde am 23. Januar 2018 durch das Ministerium des Innern genehmigt und unter der Nr. 365 der Wappenrolle des Landes Mecklenburg-Vorpommern registriert. |

Die Gemeinde verfügt über keine amtlich genehmigte Flagge.
Das Dienstsiegel zeigt das Gemeindewappen mit der Umschrift GEMEINDE STUER.

## Sehenswürdigkeiten
- Die Dorfkirche Stuer wurde urkundlich bereits 1363 erwähnt, aber im Dreißigjährigen Krieg zerstört. 1717 wurde sie in Fachwerkbauweise neu errichtet. Zu den Kunstschätzen[13] der Kirche zählen neben historischem Altar und Patronatslogen und -gestühl auch rund 50 historische Sargbeschläge, die an den Innenwänden angebracht sind. Erhalten ist auch der Pfarrhof mit dem 1803 ebenfalls in Fachwerkbauweise errichteten Pfarrhaus, der Pfarrscheune, dem Pfarrgarten und der Streuobstwiese. Das Anwensen befindet sich im privaten Besitz.
- Ruine der Burg Stuer der Familienburg der Familie von Flotow aus der Mitte des 14. Jahrhunderts
- Turmhügelburgen Stuer und Darze in der Umgebung
- Tal der Eisvögel mit bedrohten Tieren
- Braunbären in Bärenwald Müritz von der Stiftung Vier Pfoten
- Ortsteil Bad Stuer, ehemaliger Kneipp-Kurort, der mit dem Ersten Weltkrieg seine Pforten schloss; direkt am Plauer See gelegen mit bis zu sieben Ferienlagern, von denen bis auf eines (heute Campingplatz Bad Stuer) keines mehr in Nutzung ist

Kurhaus um 1900
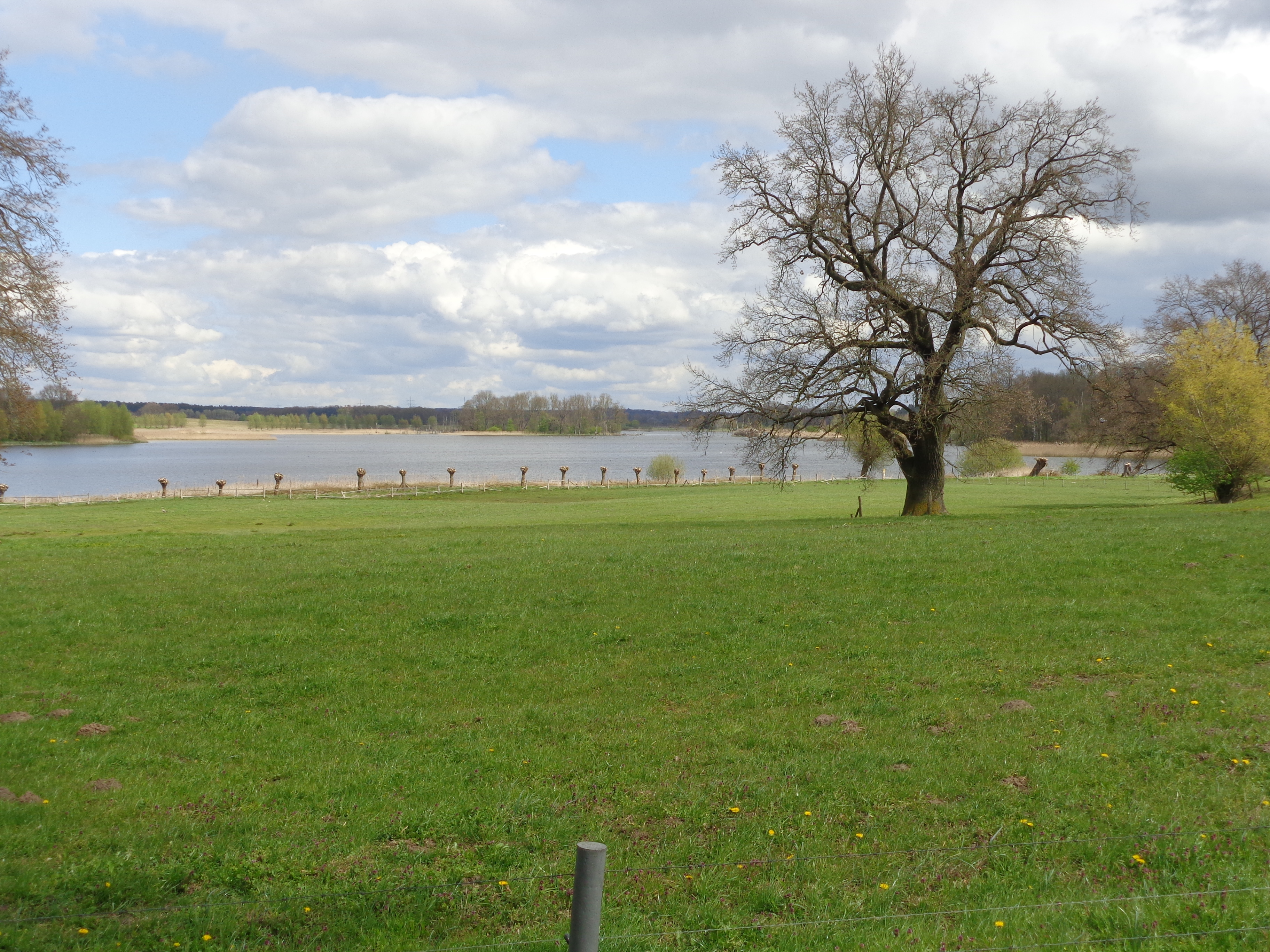
Flachwassersee
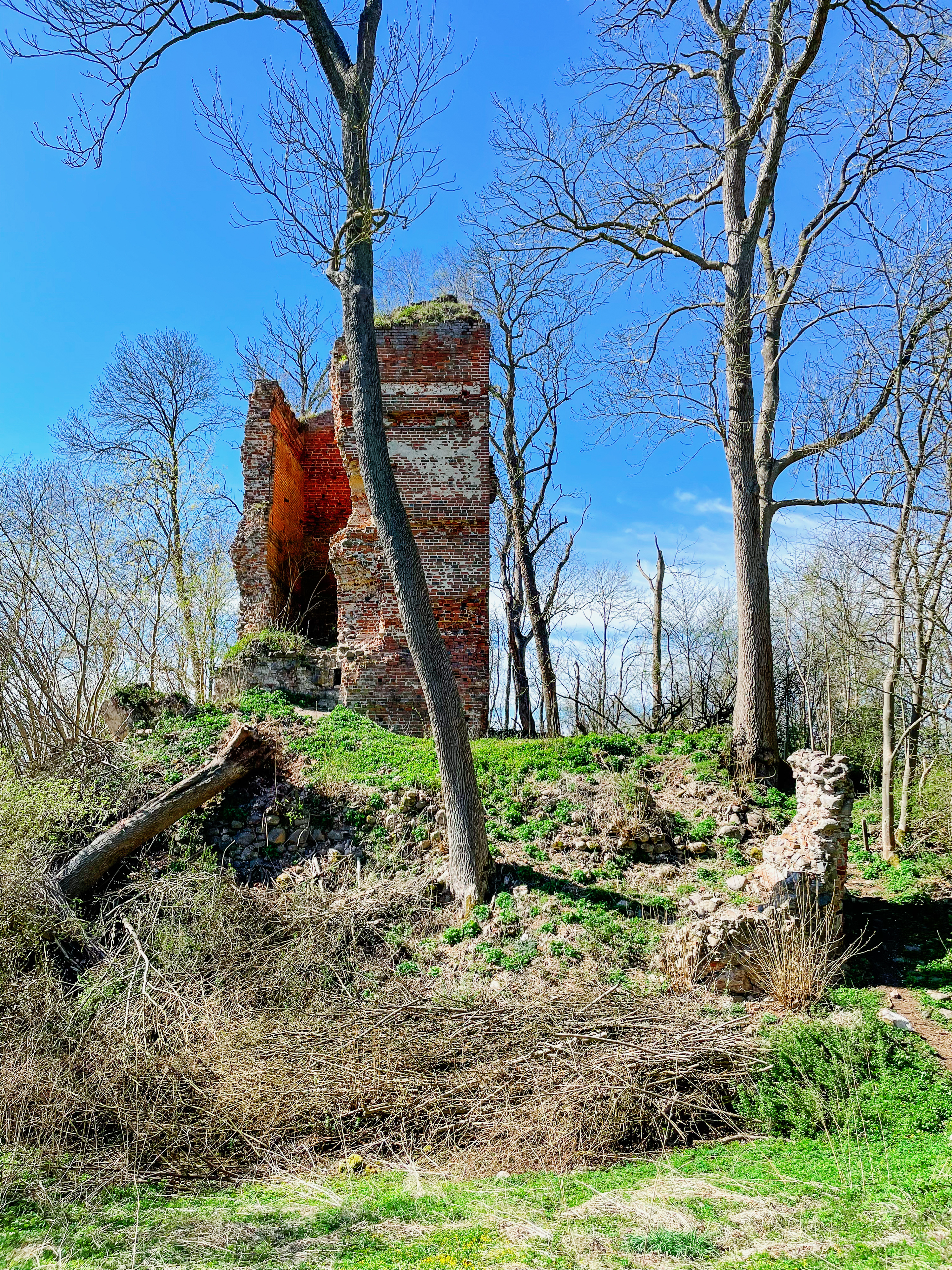
Burgruine
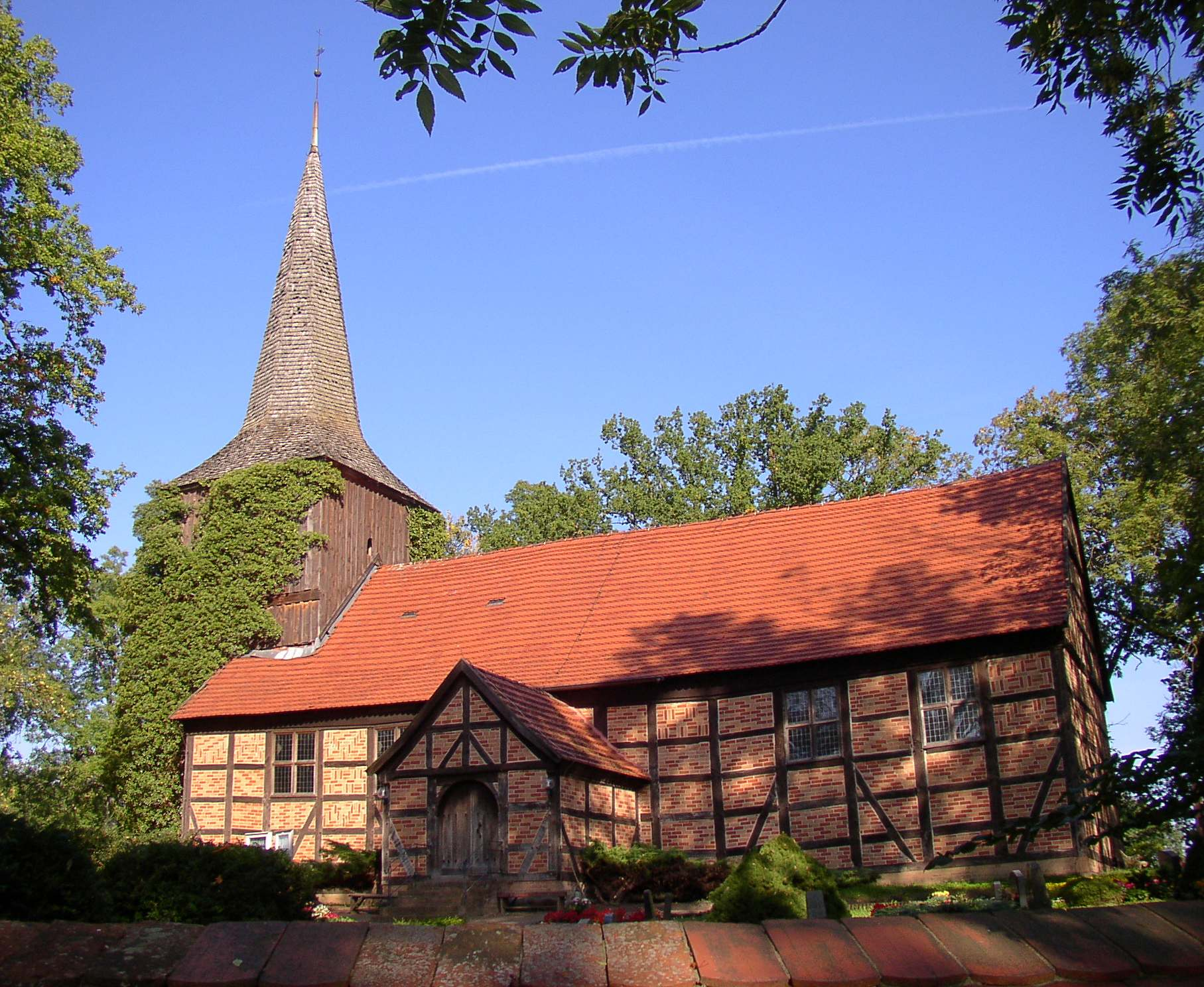
Kirche

## Kultur
In der Dorfkirche Stuer finden seit September 2011 die von Christiane Klonz initiierten Internationalen Musiktage am Plauer See – Klaviertage Stuer statt.

## Infrastruktur
Stuer liegt an der Bundesstraße 198 nach Plau am See, die über die Autobahn-Anschlussstelle Röbel der A 19 (Berlin–Rostock) nach Neustrelitz bzw. Röbel/Müritz führt. Stuer besaß einen Haltepunkt an der Bahnstrecke Ganzlin–Röbel. Der Personenverkehr auf der Strecke wurde bereits 1966 eingestellt.